# 統神端火鍋
统神端火鍋是台灣網路惡搞迷因，常見型態是利用看似正常的標題及連結縮圖，配上會引人想點入的時事議題以網路釣魚，連結實際被導向至暱稱為統神端火鍋的影片，或其他不相干的影片。迷因內容是於2020年發布在YouTube的影片，內容為一名男性廚房人員端著一個大鍋並不慎滑倒在地，因其體態與背影神似台灣實況主統神，使影片被命名為〈統神 面臨財務危機 被迫兼差打工 辛酸畫面流出〉。最初僅有統神粉絲在統神實況時誘導統神觀看端火鍋影片，到了2021年2月間統神端火鍋被廣泛運用為網路釣魚。

## 起源
統神端火鍋原型來自於TikTok的墨西哥網路迷因，當時拉丁美洲人們流行將遇到的糟糕事情，配上唱著「Andas valiendo verga」的歌曲。原始影片內容為一名拉丁美洲的男性廚房人員端著一鍋墨西哥粽時不慎滑倒，並伴隨著「Andas valiendo verga」的歌聲。
之後有台灣網友發現了該影片，並認為該廚房人員背影神似統神，將其後製上統神「一代、一代、一代」的哀嚎聲和其兄國動從椅子跌落的撞擊聲，以〈統神 面臨財務危機 被迫兼差打工 辛酸畫面流出〉作為標題（後於2021年9月30日更改改為“Toyz的緝毒犬 面臨財務危機 被迫兼差打工 辛酸畫面流出”），於2020年8月發布在YouTube。後來統神粉絲在統神直播時，不時藉口如「可以分析這場比賽嗎」等請求，誘導統神觀看「統神端火鍋」影片，令統神數次上當且發怒。甚至連YouTuber「How How」都在「雙聲道之間」的節目幕後花絮中，成功騙統神觀看影片。

## 流行及探討
2021年2月間，統神端火鍋的影片連結被大量網友結合引人想點入的時事議題以網路釣魚，為了增加可信度，還會附上正常的標題及連結縮圖。當時台灣YouTuber愛莉莎莎和蒼藍鴿彼此之間有許多爭論，有不少以此次爭議為名義的釣魚標題，誘導關注時事的群眾觀看統神端火鍋或其他釣魚影片。
根據第三方數據統計網站，統神端火鍋影片在2月13、14日皆達到近20萬點閱次數。隨著統神端火鍋的廣泛流傳，台灣YouTuber們陸續以此為題材進行創作，包括志祺七七評論統神端火鍋的流行現象與背後影響，還有啾啾鞋探討統神端火鍋影片裡的十個冷知識。
此外，「冰冰姊泡湯」台灣藝人白冰冰在日本泡溫泉所拍攝的直播內容亦是同一時期釣魚影片的大宗，之後有部分使用「冰冰姊泡湯」相關素材的YouTuber們影片被下架或收到白冰冰官方頻道的下架警告。白冰冰在2021年2月25日首次對外回應「冰冰姊泡湯」廣傳一事，稱只要不將她汙名化，「若覺得老人家這樣很古錐、很可黏、很好笑」，「我也願意被玩，有分寸就好」。